# Harvard University Press

Logo der Harvard University Press

Harvard University Press (HUP) ist ein Universitätsverlag und Bestandteil der Harvard University mit Sitz in Cambridge, Massachusetts, in den Vereinigten Staaten. Zusätzlich unterhält er eine Niederlassung in London.
Der Verlag wurde am 13. Januar 1913 gegründet. 1933 wurde er zum amerikanischen Verlag der Loeb Classical Library, einer Editions-Reihe griechischer und lateinischer Autoren, jeweils mit englischer Übersetzung. Seit 1989 besitzt der Verlag die weltweiten Verlagsrechte. Inzwischen umfasst die Reihe mehr als 500 Bände. 2001 wurde diese durch die I Tatti Renaissance Library, in der zentrale Werke des Mittelalters und der Renaissance veröffentlicht werden, ergänzt.
Zu den Autoren des Verlags gehörten unter anderem Eudora Welty, Walter Benjamin, Edward O. Wilson, John Rawls, Emily Dickinson, Stephen Jay Gould und Carol Gilligan.
Der Verlag ist Mitglied der Association of American University Presses und gehört der Association of American Publishers an. Er ist Besitzer des Imprints Belknap, das 1949 gegründet wurde.